# Oracle Challenger Series – Newport Beach 2019
Die Oracle Challenger Series – Newport Beach 2019 ist ein Tennisturnier der WTA Challenger Series 2019 für Damen sowie ein Tennisturniers der ATP Challenger Tour 2019 für Herren, welche zeitgleich vom 21. bis 27. Januar 2019 in Newport Beach stattfanden.

## Damenturnier
→ Qualifikation: Oracle Challenger Series – Newport Beach 2019/Damen/Qualifikation